# Casa de Bel
La Casa de Bel és una obra de Riudaura (Garrotxa) protegida com a bé cultural d'interès local.

## Descripció
És una casa entre mitgeres de planta irregular i teulat a dues aigües. Disposa de baixos i tres pisos superiors; destaca la llinda que corona la porta principal, portant la següent inscripció: 1796 i entremig uns creu cristiana dins d'un cercle i sota la creu les lletres IHS. Can Bel fou bastida en pedra poc treballada del país, llevat dels carreus cantoners.

## Història
Riudaura és un petit nucli urbà que va néixer a l'ombra del monestir de Santa Maria. L'estructura d'alguns dels seus carrers és plenament medieval, però la majoria corresponen al segle xviii, moment en què es bastiren i remodelaren part dels habitatges que estructuren la plaça del Gambeto; durant la centúria següent es remodelaren i aixecaren de nova planta algunes de les construccions situades en els carrers que desemboquen a l'esmentada plaça.